# Mario Gallo
Pour les articles homonymes, voir Gallo (homonymie).
Mario Gallo (Barletta, Italie 31 juillet 1878 - Buenos Aires, Argentine, 8 mai 1945) fut un réalisateur et producteur de cinéma argentin. Il fut un pionnier de la cinématographie argentine. Il est célèbre pour avoir tourné le premier film de fiction argentin en 1908, El fusilamiento de Dorrego, suivi du premier film de fiction argentin réalisé avec des acteurs professionnels, La révolution de mai (La Revolución de Mayo) en 1909.

## Filmographie
Réalisateur
- Güemes y sus gauchos
- Plazas y paseos de Buenos Aires (documentaire) (1907)
- El fusilamiento de Dorrego  (1908)
- La Revolución de Mayo (1909)
- La creación del Himno (1910)
- Camila O'Gorman (1910)
- Muerte civil (1910)
- La batalla de San Lorenzo (1912)
- La batalla de Maipú (1912)
- Tierra baja (1913)
- Juan Moreira (1913)
- En un día de gloria (1918)
- En buena ley (1919)

Producteur
- El fusilamiento de Dorrego  (1908)
- La Revolución de Mayo (1909)
- Muerte civil (1910)
- La creación del Himno (1910)
- Juan Moreira (1913)